# Pulau Lakor
Pulau Lakor är en ö i Indonesien.   Den ligger i provinsen Moluckerna, i den östra delen av landet, 2 400 km öster om huvudstaden Jakarta. Arean är 112 kvadratkilometer.
Terrängen på Pulau Lakor är mycket platt. Öns högsta punkt är 30 meter över havet. Den sträcker sig 8,6 kilometer i nord-sydlig riktning, och 17,1 kilometer i öst-västlig riktning.